# Nyikolaj Ivanovics Tyihomirov
Nyikolaj Ivanovics Tyihonov (oroszul: Николай Иванович Тихомиров) (Moszkva, 1859. november – Leningrád, 1930. április 28.) szovjet-orosz vegyész, feltaláló és kutató. A rakéták és reaktív lövedékek terén végzett kutatásokat és kísérleteket, amivel lerakta a Szovjetunióban a rakétatechnikai alapjait.

## Élete
A Moszkvai Egyetem Matematika-Fizika Karának Kémiai Tanszékén hallgatott előadásokat. Később a Moszkvai Egyetem technológiai laboratóriumában, majd a Kijevi Egyetemen Nyikolaj Bunge professzor laboratóriumában dolgozott. Az egyetemen a tápanyagok és ízesítő anyagok gyártása tárgyban tartott előadásokat. Később az ipar területén dolgozott. 1909-től Moszkvában élt. A Babkin testvérek ruhagyárában az igazgató asszisztense volt, majd a Terescsenko testvérek cukorgyárában fővegyészként tevékenykedett. Otthon saját laboratóriumot működtetett, ahol elsősorban élelmiszeripari kísérletekkel (pl. cukorgyártás, élelmiszeripari adalékok gyártása) foglalkozott. Ebből az időszakból származik az általa kidolgozott öntisztító szűrő, melyet széles körben használtak a cukorgyárakban, a szeszfőzdékben és a tejfeldolgozókban.

## Tudományos tevékenysége
1894-ben kezdett el foglalkozni a reaktív lövedékek (reaktív elvű önmozgó aknák) kérdésével. A kutatásai eredményeként 1912-ben bemutatta Alekszej Biriljov tengerészeti miniszternek a reaktív lövedékre készített javaslatát, majd 1915 novemberében szabadalmi kérelmet nyújtott be a Kereskedelmi és Ipari Minisztériumhoz az „önjáró vízi és légi aknák” ötletére. Tyihomirov gyúlékony folyadékok és robbanóanyagok alkalmazását javasolta a rakéták hajtóanyagaként. A szabadalmi kérelem ugyan pozitív értékelést kapott, a szabadalmi oltalom kiadását azonban elutasították.
A forradalom után, 1919. május 3-án azzal a  kérelemmel fordult a Népbiztosok Tanácsának első, ügyvezető elnökéhez, Vlagyimir Boncs-Brujevicshez, hogy támogassák a reaktív lövedékekkel kapcsolatos további kutatásait. Tyihomirov a kérést követően megfelelő helyiséget kapott egy munkatársakat is biztosítottak számára.
Tyihomirov javaslatára Hadügyi Népbiztosság támogatásával 1921. március 1-jén létrehoztak Moszkvában az „önmozgó aknák” (rakéták) megvalósítására és tanulmányozására egy kutatóintézetet, amely a Tüzér Főcsoportfőnökség alárendeltségébe tartozott. Tyihomirov az akkoriban a rakétákban elterjedten alkalmazott fekete lőpor helyett füst nélküli lőport javasolt hajtóanyagaként. A laboratórium szakembereivel olyan füstmentes lőport fejlesztettek ki, amely kellő gázképződést és stabil égést biztosított.
Tyihomirov laboratóriumát Leningrádba költöztették. 1928-ban Sztálin elindította az első ötéves tervet, jelentős költségvetést biztosítottak a polgári- és katonai kutatásokra, így a rakétakutatások is lendületet vettek. Tyihomirov laboratóriuma 1928. március 3-án hajtotta végre az első sikeres rakétaindítást. Az intézet 1928 áprilisában a Gázdinamikai Laboratórium (GDL) nevet kapta.
Az 1930-ban bekövetkezett haláláig Tyihomirov elsősorban a füstnélküli lőpor égési törvényszerűségeinek tanulmányozásával és a rakéták különféle szerkezeti elemeinek tökéletesítésével foglalkozott.
1930. április 28-án hunyt el Leninggrádban. Moszkvában, a vaganykovói temetőben temették el. Sírjának pontos helye azonban később feledésbe merült. Ezért 1971-ben egy szimbolikus síremléket állítottak a vaganykovói temetőben az emlékére.

## Emlékezete
- 1967-ben Valentyin Glusko javaslatára a Hold túlsó oldalán krátert neveztek el róla.
- Szentpéterváron, a Nyevszkij proszpekt 92. számú ház falán helyeztek el emléktáblát a tisztreletére 1987-ben.

## Kitüntetése
1991-ben a Szovjetunió elnökének javaslatára posztumusz megkapta a Szovjetunió Hőse kitüntetést és a Lenin-rendet.